# (2225) Serkowski
(2225) Serkowski es un asteroide perteneciente al cinturón de asteroides, descubierto el 24 de septiembre de 1960 por Cornelis Johannes van Houten en conjunto a su esposa también astrónoma Ingrid van Houten-Groeneveld y el astrónomo Tom Gehrels desde el Observatorio del Monte Palomar, Estados Unidos.  

## Designación y nombre
Designado provisionalmente como 6546 P-L. Fue nombrado Serkowski en honor al astrónomo estadounidense de origen polaco Krzysztof M. Serkowski.